# Thyreosthenius parasiticus
Het Thyreosthenius parasiticus (tên tiếng Anh: bodemgroefkopje) là một loài nhện trong họ Linyphiidae.
Loài này thuộc chi Thyreosthenius. Nó được định danh khoa học năm 1851 bởi Johan Peter Westring.